# Teroare în golf
Teroare în golf (titlu original: The Bay) este un film american de groază documentar fictiv din 2010 regizat de Barry Levinson și scris de Michael Wallach. Rolurile principale au fost interpretate de actorii  Kether Donohue, Nansi Aluka, Christopher Denham, Frank Deal și Kristen Connolly. A avut premiera la Festivalul Internațional de Film de la Toronto din 2012. A fost lansat în cinematografe la 2 noiembrie 2012.

## Distribuție
- Kether Donohue - Donna Thompson
- Kristen Connolly - Stephanie
- Will Rogers - Alex
- Stephen Kunken - Dr. Jack Abrams
- Robert Treveiler - Dr. Williams
- Nansi Aluka - Jaqueline
- Christopher Denham - Sam
- Frank Deal - Mayor John Stockman
- Michael Beasley - Deputy Jimson
- Jody Thompson - Deputy Paul
- Andrew Stahl - Șerif american Lee Roberts
- Jane McNeill - Victima #1